# Грант (округ, Канзас)
Грант (англ. Grant County) — округ в штате Канзас, США. Официально образован 20 марта 1873 года. По состоянию на 2010 год, численность населения составляла 7 829 человека.

## География
По данным Бюро переписи США, общая площадь округа равняется 1 489,355 км2, из которых 1 488,889 км2 суша и 0,180 км2 или 0,030 % это водоёмы.

## Население
По данным переписи населения 2000 года в округе проживает 7 909 жителей в составе 2 742 домашних хозяйств и 2 097 семей. Плотность населения составляет 5,00 человек на км2. На территории округа насчитывается 3 027 жилых строений, при плотности застройки около 2,00-х строений на км2. Расовый состав населения: белые — 77,00 %, афроамериканцы — 0,86 %, коренные американцы (индейцы) — 0,37 %, азиаты — 0,21 %, гавайцы — 0,00 %, представители других рас — 19,46 %, представители двух или более рас — 2,10 %. Испаноязычные составляли 34,67 % населения независимо от расы.
В составе 43,60 % из общего числа домашних хозяйств проживают дети в возрасте до 18 лет, 66,40 % домашних хозяйств представляют собой супружеские пары проживающие вместе, 7,10 % домашних хозяйств представляют собой одиноких женщин без супруга, 23,50 % домашних хозяйств не имеют отношения к семьям, 21,00 % домашних хозяйств состоят из одного человека, 8,20 % домашних хозяйств состоят из престарелых (65 лет и старше), проживающих в одиночестве. Средний размер домашнего хозяйства составляет 2,86 человека, и средний размер семьи 3,34 человека.
Возрастной состав округа: 32,80 % моложе 18 лет, 8,70 % от 18 до 24, 28,70 % от 25 до 44, 20,20 % от 45 до 64 и 20,20 % от 65 и старше. Средний возраст жителя округа 31 лет. На каждые 100 женщин приходится 100,70 мужчин. На каждые 100 женщин старше 18 лет приходится 97,50 мужчин.
Средний доход на домохозяйство в округе составлял 39 854 USD, на семью — 44 914 USD. Среднестатистический заработок мужчины был 34 464 USD против 22 000 USD для женщины. Доход на душу населения составлял 17 072 USD. Около 6,50 % семей и 10,10 % общего населения находились ниже черты бедности, в том числе — 13,60 % молодёжи (тех, кому ещё не исполнилось 18 лет) и 7,50 % тех, кому было уже больше 65 лет.